# HD 126209
HD 126209 eller HR 5389 är en ensam stjärna belägen i den mellersta delen av stjärnbilden Paradisfågeln. Den har en skenbar magnitud av ca 6,06 och är svagt synlig för blotta ögat där ljusföroreningar ej förekommer. Baserat på en parallax enligt Gaia Data Release 3 på ca 5,85 mas, beräknas den befinna sig på ett avstånd på ca 560 ljusår (171 parsek) från solen. Den rör sig närmare solen med en heliocentrisk radialhastighet på ca -8 km/s.

## Observation
De Mederios et al. (2014) fann att stjärnans radiella hastighet var variabel, vilket gör den till en trolig spektroskopisk dubbelstjärna. Eggen (1993) listar den som en medlem av den gamla diskpopulationen.

## Egenskaper
HD 124099 är en orange till röd jättestjärna av spektralklass K0/1 III. Den har en massa som är lika med ca 1,22 solmassa, en radie som är ca 16,8 solradier och utsänder energi från dess fotosfär motsvarande ca 196 gånger solen vid en effektiv temperatur av ca 4 600 K. Stjärnan sägs ha underskott på metaller, med ett överskott av järn som är bara hälften av solens.  Som de flesta jättestjärnor roterar den långsamt och har en projicerad rotationshastighet som är mindre än 1 km/s.